# Salonsaari (ö i Päijänne-Tavastland, Lahtis, lat 61,57, long 25,60)
Salonsaari är en ö i Finland.   Den ligger i kommunen Sysmä i den ekonomiska regionen  Lahtis ekonomiska region  och landskapet Päijänne-Tavastland, i den södra delen av landet, 160 km norr om huvudstaden Helsingfors.